# Ceratinella sibirica
Ceratinella sibirica là một loài nhện trong họ Linyphiidae.
Loài này thuộc chi Ceratinella. Ceratinella sibirica được Embrik Strand miêu tả năm 1903.